# Ronny Hovland
Ronny Hovland, conhecido popularmente como Ares, (Bergen, 3 de junho de 1973) é um músico norueguês.  

## Discografia

### Aeternus
- Walk My Path (1994)
- Dark Sorcery (1995)
- Beyond the Wandering Moon (1997)
- ...And So the Night Became (1998)
- Dark Rage (1998)
- Shadows of Old (2000)
- Burning the Shroud (2001)
- Ascension of Terror (2001)
- A Darker Monument (2003)
- Hexaeon (2006)

### Gorgoroth
- The Last Tormentor (1996)
- Under the Sign of Hell (1997)
- Destroyer (1998)
- Bergen 1996 (2007)

### Black Hole Generator
- Black Karma (2006)

### Dark Fortess
- Profane Genocidal Creations (2003)

### Corona Borealis
- Cantus Paganus (2000)